# Русская католическая община святого Архангела Михаила
Русская католическая община святого Михаила Архангела Нью-Йорке, США в традиции Русской католической церкви византийского обряда, принадлежит к Русскому апостолату в Зарубежье,  основана священником Андреем Рогош на Манхеттене в среде русских эмигрантов первой волны.

## История
В 1935 году Рогош был направлен в Нью-Йорк, где организовал богослужения в часовне при приходской школе старого собора святого Патрика на 266 Mulberry Street in Manhattan.
С 1951 года в приходе многократно совершал богослужения Георгий Рошко.
С 1969 года приход стал обслуживаться священниками-иезуитами из Русского центра Фордемского университета в Нью-Йорке.
В разные годы приход посещали:
1950-е годы - Евгений Тиссеран Кардинал-секретарь Конгрегации по делам восточных церквей

### 1986 год
- Патриарх Максим V Хаким
- Кардинал Джон О'Коннор архиепископ Нью-Йорка возглавил празднование Пятидесятилетие прихода
- епископ Андрей (Катков) Экзарх русских католиков византийского обряда

### 1987 год
- Симон кардинал Лурдусами Префект Конгрегации по делам восточных церквей

### 1988 год
- епископ Анаргирос Принтезис Апостольский экзарх Греции
- епископ Василий Пушкаш (Vasile Louis Puscas), ординарий румынских греко-католиков в США

### 1996и1997 годы
- епископ Василий (Лостен) управляющий украинской епархии Стэмфорда

### 2009 год
- Эдуард кардинал Иган

### 2016
- епископ Джорджо Галларо ординарий епархии Пьяна-дельи-Альбанези Итало-албанской католической церкви

## Духовенство
- Андрей Рогош
- Федор Вилькок sj[1]
- Джон Гери (John Geary) sj
- Вальтер Чишек sj
- Иосиф Ломбарди (Joseph Lombardi) sj
- князь Андрей Урусов (Роман Руссо Romanos Russo) sj, перешел в клир греко-католической епархии в Ньютоне, имеющей юрисдикцию Мелькитской церкви на территории США.
- Иоанн Солес (John Soles)
- Владимир Сибирный

протодиакон Кристофер ЛиГречи (Christopher LiGreci)

## Прихожане
- Елена Александровна Извольская — дочь царского министра иностранных дел Александра Извольского, профессор Фортдемского университета и русского центра при нем.
- Екатерина Дохерти — духовный писатель, публицист, деятель католического, социального и русского эмигрантского движения в Канаде и США.
- Дороти Дэй — журналист, общественный деятель, основатель Движения католических рабочих.

## Адрес и богослужения
Богослужения совершаются, как на церковно-славянском, так и на английском языках.
Адрес: In residence at the Church of St. Catherine of Siena 411 E 68th St, New York, NY 10065 Нью-Йорк